# Saurida undosquamis
Anoli à grandes écailles
Espèce
Synonymes
- Saurida grandisquamis Günther, 1864[1]
- Saurida undosquamia (Richardson, 1848)[1]
- Saurus undosquamis Richardson, 1848[1]

Saurida undosquamis, communément appelé l’Anoli à grandes écailles,, est une espèce de poissons-lézards.

## Description
Saurida undosquamis peut mesurer jusqu'à 50 cm de longueur totale mais sa taille habituelle est d'environ 30 cm. Son espérance de vie maximale est de 7 ans.
Saurida undosquamis se nourrit de poissons, notamment d'anchois et de rouget (Mullus surmuletus), mais également de crustacés et d'autres invertébrés. Au large du Japon il se reproduit entre avril et mai.

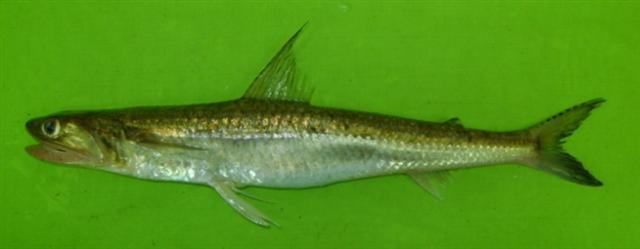

## Systématique
L'espèce Saurida undosquamis a été initialement décrite en 1848 par l'explorateur et naturaliste écossais John Richardson (1787-1865) sous le protonyme de Saurus undosquamis. 

## Répartition, habitat
Saurida undosquamis est une espèce marine qui peut vivre également en eau douce et qui est présente à des profondeurs comprises en 1 et 350 m. Elle se rencontre dans la partie Est de l'océan Indien et dans la mer d'Arafura (péninsule Malaise, Sud des Philippines, Nord de Java, archipel des Louisiades, moitié Nord et Sud-Ouest de l'Australie). 
Il est désormais invasif en mer Méditerranée, et figure actuellement sur la « Liste noire des espèces envahissantes dans le milieu marin » de Méditerranée de l'UICN.

## Saurida undosquamiset l'Homme
Au Japon, il est généralement commercialisé surgelé, parfois frais et sous forme de croquettes de poisson (« Kamaboko »).

## Noms vernaculaires
En français, Saurida undosquamis porte les noms communs de :
- Anoli à grandes écailles - appellation retenue par la FAO ;
- Anoli à grandes écailles - Djibouti ;
- Anoli de mer - Mozambique ;
- Poisson-lézard à grandes écailles	- France.